# Imaginární společenství
Imaginární společenství je pojem, který představil americký politolog a historik Benedict Anderson (1936 - 2015) ve své knize Představy společenství: úvahy o původu a šíření nacionalismu (první vydání je z roku 1983, v češtině vydána v roce 2008). Kniha se zabývá konceptem národa jako „imaginárního společenství“ . Národ je podle Andersona myšleným a nikoliv reálným společenstvím. Jeho vznik je důsledkem modernity (např. vynález knihtisku).  Anderson se v knize mimo jiné zabývá i rozdílem mezi evropským a americkým nacionalismem.
Benedict Anderson v úvodu knihy poznamenává, že éra nacionalismu zdaleka neskončila, jak někteří lidé tvrdí. Naopak je v dnešní době velmi významnou hodnotou politického života. Ve své knize se zabývá několika otázkami ohledně národní příslušnosti a nacionalismu: jak vznikly, jak se měnil jejich význam v průběhu času a proč jsou v dnešní době tak živé a vyvolávají takovou oddanost.
Přestože je definice národa složitá, Anderson národ definoval jako „politické společenství vytvořené v představách, společenství ze své podstaty ohraničené a suverénní“ . Představou je proto, že příslušníci ani toho nejmenšího národa nikdy nepotkají ba dokonce ani neuslyší o všech, kteří k němu patří. V jejich myslích však existuje obraz jejich společenství. Toto společenství je ohraničené, jelikož každý národ má své hranice, za kterými se nacházejí jiné národy.

## Kulturní kořeny nacionalismu
Národní uvědomění vznikalo v době, kdy ve světě ztrácely svou moc dva kulturní systémy, které do té doby panovaly – náboženské systémy a dynastické říše. Náboženská společenství nabízela přístup k ontologické pravdě skrze své posvátné jazyky (křesťanství – latina, islám – arabština, …). Náboženské systémy se začaly postupně rozpadat, jakmile se začalo více a více využívat národních jazyků. V systému dynastických říších existovala společnost, která byla uspořádána kolem jednoho středu – panovníka, který vládl z boží vůle. Postupně také došlo k jinému vnímání času a tím i rozštěpení kosmologie a historie, které do té doby byly jedno a totéž (původ světa a člověka proto byl do té doby totožný).
Během rozpadu těchto systémů lidé hledali nové formy sounáležitosti – a vznikl nacionalismus. K národnímu uvědomění vedl i tisk. Každý, kdo četl noviny si byl vědom, že statisíce dalších lidí, které nikdy neviděl, je čtou také a jsou tak spolu propojeni. Lidé o sobě díky tomu začali jinak přemýšlet a začali se vztahovat i k jiným osobám.

## Zdroje národního vědomí
Kapitalismus přispěl značnou měrou k vytvoření národů jak je známe dnes. Když se začal rozšiřovat knihtisk, knihy se staly poměrně dostupným artiklem. Latina ztratila svou výsostnou pozici a knihy se začaly tisknout také v místních jazycích. Revoluci způsobil Martin Luther po překladu jeho tezí do němčiny. Reformace se přibližovala lidem, protože používala jejich jazyk a byla pro ně dostupná. To vytvořilo rozsáhlou čtenářskou obec, ve které četly dokonce i ženy.
Tištěný jazyk se stal základem národního vědomí protože lidé, kteří mluvili odlišnými “dialekty” jazyků se nyní sjednotili v jejich písemné podobě. Počet písemných forem jazyků byl tedy o hodně nižší než mluvených a lidé si začali uvědomovat a vymezovat, kdo do dané jazykové skupiny patří a kdo ne.

## Příklad nových amerických států
Vznik  nových států na americkém kontinentě na konci  18. a počátku 19. století nám slouží jako komparace mezi teorickým pohledem na tvoření  národu a reálným způsobem jakým se národy tvořily. Jejich vznik nelze vysvětlit pomocí 2 faktorů (stejný jazyk a populistická reakce mas), jež se odvozují z evropského nacionalismu poloviny 19. století. Za prvé jazyk nebyl při těchto prvních zápasech o národní svobodu nikdy důležitým tématem. Místní sdíleli stejný jazyk jako kolonizátoři, jelikož se jednalo o kreolské státy. Zadruhé hnutí za nezávislost nebyla vedena lidem, ale elitami. Ve skutečnosti se tyto elity obávaly násilných vzpour mas, zejména zotročených a domorodých obyvatel. Např. mnoho vůdců ve Venezuele a USA byli motivováni touhou po zachování otroctví proti kterému se začaly evropské mocnosti obracet.
Podle Andersona důvodem, proč se americkým koloniím podařilo získat jejich nezávislost, byla malá geografická vzdálenost a silné ekonomické vazby mezi nimi. Kvůli tomu měly silný smysl pro nacionalismus a společnou identitu. Naproti tomu španělské kolonie selhaly, protože nebyly navzájem propojeny, takže mezi nimi nebyla vytvořena kolektivní identita ani národní duch.

## Role jazyka
Zatímco v Evropě hrály při zrodu nacionálního myšlení velkou roli národní tištěné jazyky, v Americe jazyk z hlediska nacionalismu nikdy nebyl důležitý. Během 17. století začal vzrůstat vliv národních jazyků a upadat význam starých posvátných jazyků. Tyto jazyky byly proto postupně postaveny na stejnou úroveň jako jazyky běžné komunikace a v důsledku toho byly i ony hodny zkoumání. V 19. století se objevilo mnoho vědců a literátů, kteří se zabývali národními jazyky. Vznikaly velké knihovny, především na univerzitách. Univerzity byly tudíž hlavním ukazatelem nacionalismu a zároveň místem jeho největšího šíření.
Prostřednictvím tištěného jazyka vznikl v mysli stále se rozšiřující střední třídy obraz existence tisíců podobných lidí. Jejich soudržnost spočívala pouze na základě představ, nikoliv skrze příbuzenské svazky nebo osobní oddanost, jak tomu bylo do té doby u nejvyšších vrstev. Toto společenství však bylo ohraničené jazykem, kterým dotyčný dovedl číst.
Anderson poznamenává, že národ je „vynález“, na který nikdo nemůže mít patent. Země od sebe tento vynález postupně zkopírovaly. Jakýsi vzor nezávislého národního státu vznikl jako důsledek myšlenek francouzské revoluce a amerických demokratických myšlenek (koncept národních států, právo na sebeurčení, odmítnutí absolutismu, nevolnictví a dědičné šlechty).

## Oficiální nacionalismus a imperialismus
Lidé se postupně začali utvrzovat v myšlence, že jazyk je duševní vlastnictví určité skupiny. Tato skupina je rovnocenná s jinými skupinami mluvícími jinými jazyky a tedy není správné upřednostňovat v říši jeden nebo druhý jazyk. To však bylo v nesouladu s panovníky, protože panovník nepatřil k žádné skupině tohoto typu a tedy neměl “národní příslušnost”, jeho identita spočívala v příslušnosti k rodu.
Oficiální nacionalismus je záměrné splynutí dynastické říše a národa. Panovníci si začali uvědomovat, že vyhlásit se za příslušníka většinového národa krajiny, ve které panují jim pomůže v upevnění si pozice a udržení moci. Oficiální nacionalismus se projevoval i za hranicemi impéria. Jako příklad můžeme uvést Indii, kde byl za Macaulaye implementován zcela nový systém vzdělávání, který měl z mladých Indů vytvořit jakýsi hybrid skládající se z těla Inda s anglickým smýšlením.

## Příklad poslední vlny nacionalismu
Indonéský jazyk významně přispěl k jednotě Indonésie. Anderson zdůrazňuje, že to nedělá indonéský nacionalismus „skutečnějším“ nebo více „autentickým“ než nacionalismy, které používaly koloniální evropské jazyky - spíše chce jen ukázat, jak byl tento sdílený jazyk zásadním nástrojem pro „vytváření imaginovaných komunit“, a budování solidarity mezi různorodými menšinami v indonéském kontextu. Evropské jazyky mohou dělat totéž v jiných kontextech. Obecně platí, že pro nacionalismus je důležité mít sdílený psaný jazyk.
Nacionalismus začal v Asii a Africe jako reakce na nový imperialismus vytvořený industrializací, který zahrnoval velké říše s rostoucí byrokracií a školskými systémy. S šířením tištěných médií se šířil i nacionalismus, který vytvářel vícejazyčnou inteligenci, která chtěla, aby jejich vlastní národy byly modelovány po vzoru evropských. Vylepšené komunikační technologie jim umožnily dostat své zprávy rychleji než kdykoli předtím a šířit je po celém světě.

## Vlastenectví a rasismus
Autor se domnívá, že rasismus vyplývá z nároků na původ. Neuznává proto “kontaminaci” mas různých společenských tříd. Můžeme se také setkat s pojmem “obráceného nacionalismu”. Ten spočívá v tom, že i navzdory tomu, že by se potomkové měli hlásit k nadřazené třídě dobyvatelů, hlásí se k původním utlačovaným masám (Peruánci se považuji za potomky Inků a nikoli Španělů).

## Pirátství v nacionalismu
Kromě toho, že ukazuje, proč tyto konflikty ilustrují nacionalismus, zdůrazňuje také, jak velká část současného světového řádu je založena na tom, že se země navzájem kopírují - bojují o to, aby se navzájem překonaly, a to ve snaze dosáhnout cílů, kterým možná ani úplně nerozumí.
Anderson reinterpretuje naprostou dominanci nacionalismu, kterou zaznamenal v první kapitole - každý je součástí národa, OSN je nejdůležitější mezinárodní organizací atd. - taktikou „pirátství“. Stručně řečeno, protože to dělali všichni ostatní, nové státy často okamžitě prováděly politiku oficiálního nacionalismu a formovaly budoucnost každého národa důsledným kopírováním minulosti.

## Koloniální dědictví
Anderson se také obrací k významu sčítání lidu, map a muzeí. Jedná se o všechny formy „přemýšlení“, které koloniální vlády používaly k ovládnutí  lidí prostřednictvím počtu, aby bylo všechno spočítatelné. Sčítání lidu, mapy a muzea pomohly koloniálním vládám udělat to tak, že do těchto absolutních systémů klasifikace zapadly lidé / místa / historie. Po získání nezávislosti se mapy a památky staly logem pro národy, které zdědily po svých bývalých kolonizátorech.

## Paměť národa
Paměť národa tvoří podobný náhled na události v dějinách a jejich výklad. Tato paměť zahrnuje i stírání nebo zapomínání některých faktů a tím se vytváří jedinečné chápání dějin, kdy celý národ vzpomíná a zapomíná zcela stejným způsobem.

## Kontext ve výzkumu nacionalismu
Podle Benedicta Andersona je nacionalismus důsledkem modernity - stejný názor zastávají Ernest Gellner, Eric Hobsbawm, Fredrik Barth a Karel Deutsch, kteří stojí proti primordialismu.  Jestliže Gellnerova teorie je „fundamentálně“ modernistická a Connorova příliš psychologicky analyzující, pak jako střední cesta se jeví „andersonovský“ konstruktivismus. Originalitou jeho teorie je, že není tolik evropocentrická jako modernistické přístupy Gellnera či Hrocha. Současnost dokazuje, že sdílení společného „národního časoprostoru“ je univerzálnějším fundamentem národa a nacionalismu nežli industrializace či kapitalismus. 
Anderson, společně s Marshallem McLuhanem a Elizabeth Einsteinovou, odvozují nacionalismus od zavedení knihtisku do společnosti, nikoliv od průmyslové revoluce jako Gellner; tvrdí, že to nebyl vágní „evropský“ způsob myšlení, ale spíše jeden konkrétní aspekt evropské kultury – tiskařský lis a související sociální, ekonomické a kulturní praktiky – jenž vytvořil nacionalismus.